# Sędziszów
Sędziszów là một thị trấn thuộc huyện Jędrzejowski, tỉnh Świętokrzyskie ở trung tâm Ba Lan. Thị trấn có diện tích 8 km². Đến ngày 1 tháng 1 năm 2011, dân số của thị trấn là 6639 người và mật độ 838 người/km².